# Dobropoljana
Dobropoljana är en ort i Kroatien.   Den ligger i länet Zadars län, i den södra delen av landet, 210 km söder om huvudstaden Zagreb. Dobropoljana ligger 16 meter över havet och antalet invånare är 274.
Terrängen runt Dobropoljana är platt åt nordväst, men åt sydost är den kuperad. Havet är nära Dobropoljana åt nordväst. Runt Dobropoljana är det ganska tätbefolkat, med 120 invånare per kvadratkilometer. Närmaste större samhälle är Zadar, 15,4 km norr om Dobropoljana. I omgivningarna runt Dobropoljana växer i huvudsak blandskog.